# Vierschanzentournee 2016/17
Die 65. Vierschanzentournee 2016/17 war eine Reihe von Skisprungwettkämpfen, die als Teil des Skisprung-Weltcups 2016/17 zwischen dem 29. Dezember 2016 und dem 6. Januar 2017 stattfand. Die Tournee wurde von der FIS organisiert. Die Wettkampfstätten waren wie in jedem Jahr die Skisprungschanzen von Oberstdorf, Garmisch-Partenkirchen, Innsbruck und Bischofshofen. Wie bei allen Weltcupspringen gab es auch für die vier Tournee-Etappen Weltcuppunkte. Titelverteidiger war der Slowene Peter Prevc. Gesamtsieger wurde der Pole Kamil Stoch vor seinem Landsmann Piotr Żyła und dem Norweger Daniel-André Tande.

## Vorfeld

### Gesamtweltcupstand vor der Vierschanzentournee
| Rang | Name                | Punkte |
| ---- | ------------------- | ------ |
| 01.  | Domen Prevc         | 540    |
| 02.  | Daniel-André Tande  | 382    |
| 03.  | Stefan Kraft        | 331    |
| 04.  | Kamil Stoch         | 323    |
| 05.  | Severin Freund      | 288    |
| 06.  | Maciej Kot          | 285    |
| 07.  | Markus Eisenbichler | 269    |
| 08.  | Manuel Fettner      | 261    |
| 09.  | Michael Hayböck     | 243    |
| 10.  | Andreas Kofler      | 214    |

### Teilnehmende Nationen und nominierte Athleten
Die Anzahl der Athleten, die die Nationen an den Start schicken dürfen, ist abhängig von den zuvor erzielten Saisonergebnissen. Zusätzlich schicken die austragenden Nationen Deutschland (in Oberstdorf und Garmisch-Partenkirchen) und Österreich (in Innsbruck und Bischofshofen) eine nationale Gruppe von jeweils sechs Athleten an den Start. Es wurden folgende Athleten nominiert:
| Nation             | Anzahl | Athleten |
| ------------------ | ------ | --- |
| Deutschland        | 6 + 6  | Severin Freund (bis Innsbruck), Markus Eisenbichler, Richard Freitag, Karl Geiger, Stephan Leyhe, Andreas Wellinger Nationale Gruppe: Andreas Wank, Marinus Kraus, Felix Hoffmann, Pius Paschke, Constantin Schmid, Johannes Schubert                                                                                        |
| Österreich         | 7 + 9  | Stefan Kraft, Manuel Fettner, Michael Hayböck, Andreas Kofler, Markus Schiffner, Elias Tollinger, Florian Altenburger Nationale Gruppe: Maximilian Steiner, Janni Reisenauer, Philipp Aschenwald, in Innsbruck: Stefan Huber, Clemens Aigner, Daniel Huber, in Bischofshofen: Thomas Hofer, Clemens Leitner, Markus Rupitsch |
| Bulgarien          | 1      | Wladimir Sografski |
| Estland            | 1      | Martti Nõmme |
| Finnland           | 2      | Jarkko Määttä, Antti Aalto |
| Frankreich         | 2      | Vincent Descombes Sevoie, Ronan Lamy Chappuis |
| Italien            | 2      | Sebastian Colloredo, Alex Insam (beide in Innsbruck) |
| Japan              | 5      | Ryōyū Kobayashi, Kento Sakuyama, Noriaki Kasai, Taku Takeuchi, Daiki Itō |
| Kanada             | 1      | MacKenzie Boyd-Clowes |
| Kasachstan         | 2      | Marat Schaparow (ab Garmisch-Partenkirchen), Konstantin Sokolenko |
| Norwegen           | 6      | Halvor Egner Granerud, Tom Hilde, Robert Johansson, Anders Fannemel, Andreas Stjernen, Daniel-André Tande |
| Polen              | 7      | Kamil Stoch, Maciej Kot, Piotr Żyła, Stefan Hula, Dawid Kubacki, Jan Ziobro, Klemens Murańka |
| Russland           | 5      | Dmitri Wassiljew, Denis Kornilow, Jewgeni Klimow, in Oberstdorf, Garmisch-Partenkirchen und Bischofshofen: Roman Trofimow, in Innsbruck: Michail Maximotschkin |
| Schweiz            | 3      | Simon Ammann, in Oberstdorf und Garmisch-Partenkirchen: Gabriel Karlen, in Garmisch-Partenkirchen: Gregor Deschwanden |
| Slowenien          | 7      | Peter Prevc (Titelverteidiger), Domen Prevc, Jurij Tepeš, Anže Semenič, Cene Prevc, Rok Justin, Jernej Damjan |
| Südkorea           | 2      | Kim Hyun-ki, Choi Heung-chul |
| Tschechien         | 6      | Jan Matura, Tomáš Vančura, Lukáš Hlava, Roman Koudelka, Jakub Janda, Vojtěch Štursa |
| Vereinigte Staaten | 3      | Michael Glasder, Kevin Bickner, in Oberstdorf, Garmisch-Partenkirchen und Bischofshofen: William Rhoads |

## Wettkämpfe

### Oberstdorf
Schattenbergschanze (HS137)
Die Qualifikation für das Auftaktspringen der 65. Vierschanzentournee in Oberstdorf fand am 29. Dezember 2016 statt.
Der Wettkampf fand am 30. Dezember 2016 statt.
| Rang | Name                | Punkte | 1. Weite | 2. Weite |
| ---- | ------------------- | ------ | -------- | -------- |
| 01   | Stefan Kraft        | 308,0  | 139 m    | 134,5 m  |
| 02   | Kamil Stoch         | 305,2  | 137 m    | 135 m    |
| 03   | Michael Hayböck     | 296,2  | 135 m    | 133 m    |
| 04   | Daniel-André Tande  | 295,4  | 130,5 m  | 138,5 m  |
| 05   | Manuel Fettner      | 294,9  | 132,5 m  | 135 m    |
| 06   | Markus Eisenbichler | 293,1  | 135 m    | 133,5 m  |
| 07   | Piotr Żyła          | 291,9  | 133 m    | 133 m    |
| 08   | Cene Prevc          | 284,4  | 132,5 m  | 132 m    |
| 09   | Jurij Tepeš         | 283,2  | 133,5 m  | 131 m    |
| 10   | Peter Prevc         | 281,8  | 130 m    | 135 m    |
| 11   | Andreas Kofler      | 279,7  | 129 m    | 134,5 m  |
| 12   | Maciej Kot          | 278,9  | 129,5 m  | 133 m    |
| 13   | Jewgeni Klimow      | 277,3  | 132 m    | 130 m    |
| 14   | Richard Freitag     | 277,2  | 129 m    | 136 m    |
| 15   | Andreas Wellinger   | 277,0  | 127 m    | 134,5 m  |

| Rang | Name                     | Punkte | 1. Weite | 2. Weite |
| ---- | ------------------------ | ------ | -------- | -------- |
| 16   | Dawid Kubacki            | 273,8  | 129,5 m  | 131 m    |
| 17   | Stephan Leyhe            | 269,4  | 129,5 m  | 129,5 m  |
| 18   | Stefan Hula              | 268,0  | 129 m    | 128,5 m  |
| 19   | Andreas Stjernen         | 266,0  | 126 m    | 133 m    |
| 20   | Severin Freund           | 260,4  | 129 m    | 127,5 m  |
| 20   | Andreas Wank             | 260,4  | 125 m    | 130 m    |
| 20   | Vojtěch Štursa           | 260,4  | 127,5 m  | 125,5 m  |
| 23   | Daiki Itō                | 260,2  | 124,5 m  | 131 m    |
| 24   | Jakub Janda              | 259,5  | 127 m    | 127 m    |
| 25   | Vincent Descombes Sevoie | 258,6  | 126 m    | 124 m    |
| 26   | Domen Prevc              | 254,7  | 124,5 m  | 127 m    |
| 27   | Karl Geiger              | 250,5  | 127 m    | 124 m    |
| 28   | Halvor Egner Granerud    | 247,8  | 124 m    | 122 m    |
| 29   | Markus Schiffner         | 246,8  | 121 m    | 128 m    |
| 30   | Anders Fannemel          | 246,7  | 128,5 m  | 120,5 m  |

### Garmisch-Partenkirchen
Große Olympiaschanze (HS140)
Die Qualifikation für das zweite Springen in Garmisch-Partenkirchen, das sogenannte Neujahrsspringen, fand am 31. Dezember 2016 statt. Am 1. Januar 2017 wurde der Wettkampf ausgetragen.
| Rang | Name                     | Punkte | Weite 1 | Weite 2 |
| ---- | ------------------------ | ------ | ------- | ------- |
| 01   | Daniel-André Tande       | 289,2  | 138 m   | 142 m   |
| 02   | Kamil Stoch              | 286,0  | 135,5 m | 143 m   |
| 03   | Stefan Kraft             | 282,4  | 137 m   | 140 m   |
| 04   | Markus Eisenbichler      | 278,9  | 136,5 m | 139,5 m |
| 05   | Domen Prevc              | 278,5  | 136 m   | 139 m   |
| 06   | Piotr Żyła               | 278,1  | 137 m   | 137 m   |
| 07   | Maciej Kot               | 269,6  | 135,5 m | 135 m   |
| 08   | Stephan Leyhe            | 268,8  | 135,5 m | 134 m   |
| 09   | Vincent Descombes Sevoie | 268,1  | 133 m   | 137 m   |
| 10   | Michael Hayböck          | 265,3  | 133 m   | 135,5 m |
| 11   | Peter Prevc              | 263,2  | 130,5 m | 133,5 m |
| 12   | Manuel Fettner           | 259,5  | 133,5 m | 132,5 m |
| 13   | Andreas Wellinger        | 259,0  | 133 m   | 131 m   |
| 14   | Andreas Stjernen         | 258,5  | 131 m   | 133 m   |
| 15   | Richard Freitag          | 254,9  | 131 m   | 131,5 m |

| Rang | Name                | Punkte | Weite 1 | Weite 2 |
| ---- | ------------------- | ------ | ------- | ------- |
| 16   | Stefan Hula         | 253,7  | 131 m   | 131,5 m |
| 17   | Roman Koudelka      | 253,0  | 129 m   | 132,5 m |
| 18   | Jewgeni Klimow      | 251,3  | 132 m   | 130 m   |
| 19   | Jakub Janda         | 250,5  | 131 m   | 128,5 m |
| 20   | Dawid Kubacki       | 250,2  | 128,5 m | 132 m   |
| 21   | Severin Freund      | 247,7  | 128,5 m | 131,5 m |
| 21   | Andreas Kofler      | 247,7  | 132,5 m | 129,5 m |
| 23   | Anders Fannemel     | 246,6  | 130 m   | 131 m   |
| 24   | Cene Prevc          | 243,9  | 130 m   | 127,5 m |
| 25   | Markus Schiffner    | 240,2  | 127 m   | 129,5 m |
| 26   | Andreas Wank        | 239    | 128,5 m | 130 m   |
| 27   | Florian Altenburger | 237,5  | 125 m   | 128,5 m |
| 28   | Karl Geiger         | 236,5  | 128 m   | 126 m   |
| 29   | Jernej Damjan       | 233,9  | 125 m   | 129,5 m |
| 30   | Robert Johansson    | 228,7  | 124,5 m | 127 m   |

| Rang | Name                | Punkte |
| ---- | ------------------- | ------ |
| 01.  | Kamil Stoch         | 591,2  |
| 02.  | Stefan Kraft        | 590,4  |
| 03.  | Daniel-André Tande  | 584,6  |
| 04.  | Markus Eisenbichler | 572,0  |
| 05.  | Piotr Żyła          | 570,0  |
| 06.  | Michael Hayböck     | 561,5  |
| 07.  | Manuel Fettner      | 554,4  |
| 08.  | Maciej Kot          | 548,5  |
| 09.  | Peter Prevc         | 545,0  |
| 10.  | Stephan Leyhe       | 538,2  |

### Innsbruck
Bergiselschanze (HS130)
Die Qualifikation für das dritte Springen in Innsbruck fand am 3. Januar 2017 statt. Am 4. Januar 2017 wurde der Wettkampf unter widrigsten Bedingungen mit starkem Wind in einem Durchgang durchgeführt, auch weil auf der nicht mit Flutlicht ausgestatteten Schanze mit Einbruch der Dunkelheit nicht mehr gesprungen werden kann. Dabei wurde der Jury vielfach vorgeworfen, dass sie den Wettbewerb unbedingt zu einem Ergebnis führen wollte, ohne die Sicherheit der Skispringer an erster Stelle zu stellen, und den Wettkampf aus diesem Grund eigentlich hätte abbrechen müssen.
| Rang | Name                     | Punkte | Weite   |
| ---- | ------------------------ | ------ | ------- |
| 01   | Daniel-André Tande       | 125,7  | 128,5 m |
| 02   | Robert Johansson         | 123,1  | 133 m   |
| 03   | Jewgeni Klimow           | 119,1  | 127 m   |
| 04   | Kamil Stoch              | 117,4  | 120,5 m |
| 05   | Andreas Stjernen         | 117,1  | 122,5 m |
| 06   | Maciej Kot               | 117    | 121 m   |
| 07   | Manuel Fettner           | 116,7  | 120 m   |
| 07   | Piotr Żyła               | 116,7  | 121 m   |
| 09   | Sebastian Colloredo      | 114,4  | 122,5 m |
| 10   | Noriaki Kasai            | 114,3  | 125,5 m |
| 11   | Stephan Leyhe            | 113    | 120,5 m |
| 12   | Vincent Descombes Sevoie | 111,2  | 120,5 m |
| 13   | Andreas Wellinger        | 110,7  | 119 m   |
| 14   | Jarkko Määttä            | 110,4  | 125,5 m |
| 15   | Karl Geiger              | 110    | 125 m   |

| Rang | Name                  | Punkte | Weite   |
| ---- | --------------------- | ------ | ------- |
| 16   | Lukáš Hlava           | 106,9  | 120,5 m |
| 17   | Dawid Kubacki         | 105,6  | 115 m   |
| 18   | Stefan Kraft          | 103,3  | 116 m   |
| 19   | Peter Prevc           | 103,0  | 114 m   |
| 20   | Jakub Janda           | 102,2  | 114 m   |
| 21   | MacKenzie Boyd-Clowes | 102,1  | 115,5 m |
| 22   | Denis Kornilow        | 100,8  | 114 m   |
| 23   | Jan Ziobro            | 100,7  | 115 m   |
| 23   | Clemens Aigner        | 100,7  | 114 m   |
| 25   | Domen Prevc           | 100,4  | 112,5 m |
| 26   | Roman Koudelka        | 98,8   | 118,5 m |
| 27   | Andreas Kofler        | 98,4   | 111,5 m |
| 28   | Richard Freitag       | 97,6   | 114 m   |
| 29   | Markus Eisenbichler   | 97,0   | 112 m   |
| 30   | Daniel Huber          | 92,3   | 108 m   |

| Rang | Name                | Punkte |
| ---- | ------------------- | ------ |
| 01.  | Daniel-André Tande  | 710,3  |
| 02.  | Kamil Stoch         | 708,6  |
| 03.  | Stefan Kraft        | 693,7  |
| 04.  | Piotr Żyła          | 686,7  |
| 05.  | Manuel Fettner      | 671,1  |
| 06.  | Markus Eisenbichler | 669,0  |
| 07.  | Maciej Kot          | 665,5  |
| 08.  | Stephan Leyhe       | 651,2  |
| 09.  | Peter Prevc         | 648,0  |
| 10.  | Jewgeni Klimow      | 647,7  |

### Bischofshofen
Paul-Außerleitner-Schanze (HS140)
Die Qualifikation für das abschließende vierte Springen in Bischofshofen, traditionell auch Dreikönigsspringen genannt, fand am 5. Januar 2017 statt. Diese gewann Andreas Wellinger mit neuem Schanzenrekord. Dabei erreichte er mit 144,5 m die größte Sprungweite in der Geschichte der Vierschanzentournee. Am 6. Januar 2017 wurde der Wettkampf ausgetragen. Während Tandes zweitem Sprung löste sich ein Teil seiner Skibindung, sodass er auf Rang 26 zurückfiel.
| Rang | Name                     | Weite 1 | Weite 2 | Punkte |
| ---- | ------------------------ | ------- | ------- | ------ |
| 01   | Kamil Stoch              | 134,5 m | 138,5 m | 289,2  |
| 02   | Michael Hayböck          | 130,5 m | 142 m   | 283,3  |
| 03   | Piotr Żyła               | 131 m   | 137 m   | 275,8  |
| 04   | Domen Prevc              | 130,5 m | 139,5 m | 275,2  |
| 05   | Maciej Kot               | 130,5 m | 135 m   | 268,8  |
| 06   | Richard Freitag          | 130,5 m | 134 m   | 267,4  |
| 07   | Jurij Tepeš              | 141 m   | 124,5 m | 261,6  |
| 08   | Stephan Leyhe            | 126,5 m | 132 m   | 259,9  |
| 09   | Karl Geiger              | 127 m   | 132 m   | 259    |
| 10   | Andreas Stjernen         | 130,5 m | 129 m   | 258,7  |
| 11   | Markus Schiffner         | 133 m   | 129,5 m | 258,4  |
| 12   | Manuel Fettner           | 123,5 m | 131,5 m | 255,7  |
| 13   | Markus Eisenbichler      | 128,5 m | 128,5 m | 255,4  |
| 14   | Noriaki Kasai            | 130 m   | 128 m   | 253,6  |
| 15   | Vincent Descombes Sevoie | 125,5 m | 129,5   | 251,6  |

| Rang | Name               | Weite 1 | Weite 2 | Punkte |
| ---- | ------------------ | ------- | ------- | ------ |
| 16   | Jewgeni Klimow     | 124,5 m | 127,5 m | 246,4  |
| 17   | Jakub Janda        | 132 m   | 123 m   | 246,1  |
| 18   | Dawid Kubacki      | 125 m   | 127 m   | 246    |
| 19   | Jernej Damjan      | 128,5 m | 126 m   | 243,5  |
| 20   | Robert Johansson   | 122 m   | 131 m   | 240,8  |
| 21   | Daiki Itō          | 120,5 m | 129,5 m | 240,1  |
| 22   | Jan Ziobro         | 125 m   | 128 m   | 239,9  |
| 23   | Peter Prevc        | 122,5 m | 124 m   | 239,5  |
| 24   | Stefan Hula        | 124 m   | 126 m   | 236,6  |
| 25   | Stefan Kraft       | 128 m   | 121 m   | 232,8  |
| 26   | Daniel-André Tande | 135 m   | 117 m   | 231,5  |
| 27   | Andreas Kofler     | 115,5 m | 127 m   | 230,6  |
| 28   | Taku Takeuchi      | 126,5 m | 125 m   | 228,3  |
| 29   | Elias Tollinger    | 123,0 m | 123 m   | 225,7  |
| 30   | Jarkko Määttä      | 120,5 m | 120 m   | 220,4  |

## Tournee-Endstand

### Übersicht
| Datum          | Ort                    | Schanze                         | Anmerkung      | Sieger             | Zweiter          | Dritter            | Gesamtführender    |
| -------------- | ---------------------- | ------------------------------- | -------------- | ------------------ | ---------------- | ------------------ | ------------------ |
| 30.12.2016     | Oberstdorf             | Schattenbergschanze HS137       | Nacht          | Stefan Kraft       | Kamil Stoch      | Michael Hayböck    | Stefan Kraft       |
| 01.01.2017     | Garmisch-Partenkirchen | Große Olympiaschanze HS142      |                | Daniel-André Tande | Kamil Stoch      | Stefan Kraft       | Kamil Stoch        |
| 04.01.2017     | Innsbruck              | Bergiselschanze HS130           |                | Daniel-André Tande | Robert Johansson | Jewgeni Klimow     | Daniel-André Tande |
| 06.01.2017     | Bischofshofen          | Paul-Außerleitner-Schanze HS142 | Nacht          | Kamil Stoch        | Michael Hayböck  | Piotr Żyła         | Kamil Stoch        |
| Gesamtwertung: | Gesamtwertung:         | Gesamtwertung:                  | Gesamtwertung: | Kamil Stoch        | Piotr Żyła       | Daniel-André Tande |                    |

### Gesamtwertung der 65. Vierschanzentournee
Nach allen vier Springen wurden die Punkte der Springer aus allen vier Springen addiert. Der Springer mit der höchsten Punktzahl war der Gesamtsieger der Tournee.
| Rang | Name                     | Punkte |
| ---- | ------------------------ | ------ |
| 01.  | Kamil Stoch              | 997,8  |
| 02.  | Piotr Żyła               | 962,5  |
| 03.  | Daniel-André Tande       | 941,8  |
| 04.  | Maciej Kot               | 934,3  |
| 05.  | Manuel Fettner           | 926,8  |
| 06.  | Stefan Kraft             | 926,5  |
| 07.  | Markus Eisenbichler      | 924,4  |
| 08.  | Stephan Leyhe            | 911,1  |
| 09.  | Domen Prevc              | 908,8  |
| 10.  | Andreas Stjernen         | 900,3  |
| 11.  | Richard Freitag          | 897,1  |
| 12.  | Jewgeni Klimow           | 894,1  |
| 13.  | Vincent Descombes Sevoie | 889,5  |
| 14.  | Peter Prevc              | 887,5  |
| 15.  | Dawid Kubacki            | 875,6  |
| 16.  | Jakub Janda              | 858,3  |
| 17.  | Andreas Kofler           | 856,4  |
| 18.  | Karl Geiger              | 856,0  |
| 19.  | Michael Hayböck          | 844,8  |
| 20.  | Stefan Hula              | 843,2  |
| 21.  | Markus Schiffner         | 832,5  |
| 22.  | Andreas Wellinger        | 758,8  |
| 23.  | Jurij Tepeš              | 753,2  |
| 24.  | Cene Prevc               | 721,2  |
| 25.  | Daiki Itō                | 711,4  |
| 26.  | Robert Johansson         | 708,2  |
| 27.  | Jernej Damjan            | 702,2  |
| 28.  | Anders Fannemel          | 662,2  |
| 29.  | Noriaki Kasai            | 608,7  |
| 30.  | Roman Koudelka           | 577,4  |
| 31.  | Jan Ziobro               | 557,9  |
| 32.  | Halvor Egner Granerud    | 540,0  |
| 33.  | Jarkko Määttä            | 533,4  |

| Rang | Name                  | Punkte |
| ---- | --------------------- | ------ |
| 34.  | Taku Takeuchi         | 512,4  |
| 35.  | Severin Freund        | 508,1  |
| 36.  | Andreas Wank          | 499,4  |
| 37.  | Florian Altenburger   | 497,5  |
| 38.  | Vojtěch Štursa        | 483,4  |
| 39.  | Elias Tollinger       | 423,7  |
| 40.  | MacKenzie Boyd-Clowes | 337,6  |
| 41.  | Denis Kornilow        | 334,0  |
| 42.  | Lukáš Hlava           | 312,4  |
| 43.  | Ryōyū Kobayashi       | 305,3  |
| 44.  | Simon Ammann          | 303,0  |
| 45.  | Kevin Bickner         | 302,7  |
| 46.  | Dmitri Wassiljew      | 288,8  |
| 47.  | Anže Semenič          | 282,6  |
| 48.  | Pius Paschke          | 240,2  |
| 49.  | Tom Hilde             | 229,4  |
| 50.  | Klemens Murańka       | 200,3  |
| 51.  | Constantin Schmid     | 197,9  |
| 52.  | Wladimir Sografski    | 190,3  |
| 53.  | Sebastian Colloredo   | 114,4  |
| 53.  | Antti Aalto           | 114,4  |
| 55.  | Michael Glasder       | 103,2  |
| 56.  | Clemens Aigner        | 100,7  |
| 57.  | Thomas Hofer          | 097,7  |
| 58.  | William Rhoads        | 096,7  |
| 58.  | Kento Sakuyama        | 096,7  |
| 60.  | Ronan Lamy Chappuis   | 093,9  |
| 61.  | Daniel Huber          | 092,3  |
| 62.  | Tomáš Vančura         | 088,2  |
| 63.  | Jan Matura            | 087,3  |
| 64.  | Philipp Aschenwald    | 085,8  |
| 65.  | Alex Insam            | 084,0  |

### Gesamtweltcupstand nach der Vierschanzentournee
| Rang | Name                | Punkte |
| ---- | ------------------- | ------ |
| 01.  | Domen Prevc         | 646    |
| 02.  | Daniel-André Tande  | 637    |
| 03.  | Kamil Stoch         | 633    |
| 04.  | Stefan Kraft        | 510    |
| 05.  | Maciej Kot          | 428    |
| 06.  | Michael Hayböck     | 409    |
| 07.  | Manuel Fettner      | 386    |
| 08.  | Markus Eisenbichler | 381    |
| 09.  | Severin Freund      | 309    |
| 10.  | Piotr Żyła          | 277    |